# Potamilus inflatus
Potamilus inflatus é uma espécie de bivalve da família Unionidae.
É endémica dos Estados Unidos da América. 